# Затылочная артерия
Заты́лочная арте́рия (лат. a. occipitalis) — парная артерия, берущая начало от наружной сонной артерии напротив места отхождения лицевой артерии. Данная артерия проходит под задним брюшком двубрюшной мышцы и направляется в область затылка. Артерия питает заднюю часть скальпа и грудино-ключично-сосцевидную мышцу, а также глубокие мышцы спины и шеи.

## Топография
После отхождения от наружной сонной артерии затылочная артерия ложится под заднее брюшко двубрюшной мышцы и шилоподъязычную мышцу. Подъязычный нерв обвивает артерию сзади наперёд. Выше сосуд пересекает внутреннюю сонную артерию, внутреннюю яремную вену, блуждающий и добавочный нервы.
Далее затылочная артерия проходит в промежутке между поперечным отростком атланта и сосцевидным отростком височной кости и направляется горизонтально назад, ложась в борозду затылочной артерии височной кости, будучи прикрытой грудино-ключично-сосцевидной мышцей, ременной мышцей головы, длиннейшей мышцей и двубрюшной мышцей. Далее артерия ложится поверх латеральной прямой мышцы головы и полуостистой мышцы.
Артерия меняет своё направление и устремляется вертикально вверх, пронзая фасцию, соединяющую место прикрепления на черепе трапециевидной мышцы с грудино-ключично-сосцевидной мышцей, и извилисто поднимаясь внутри поверхностной фасции скальпа. Здесь она делится на множественные ветви, которые достигают вершины черепа и анастомозируют с задней ушной и поверхностной височной артериями.
Конечный отдел артерии сопровождается большим затылочным нервом.

## Ветви
1. Грудино-ключично-сосцевидные ветви (лат. rr. sternocleidomastoidei)— парные, располагаются в сонном треугольнике. Верхняя ветвь сопровождает добавочный нерв, а нижняя отходит непосредственно от начального участка затылочной артерии;
2. Ушная ветвь (лат. r. auricularis);
3. Сосцевидная ветвь  (лат. r. mastoideus);
4. Восходящие ветви (лат. rr. ascendens);
5. Затылочные ветви (лат. rr. occipitales).

## Дополнительные изображения
- Правые внутренняя сонная и позвоночная артерии.
- Нервы скальпа, лица и боковой части шеи.
- Нервы затылочной области головы.
- Боковая сторона шеи.
- Анатомия головы.